# Еремия
Еремия (болг. Еремия) — село в Болгарии. Находится в Кюстендилской области, входит в общину Невестино. Население составляет 152 человека.
Есть гипотеза, что село названо в честь богомила Иеремии, а рядом находится Границкий монастырь.

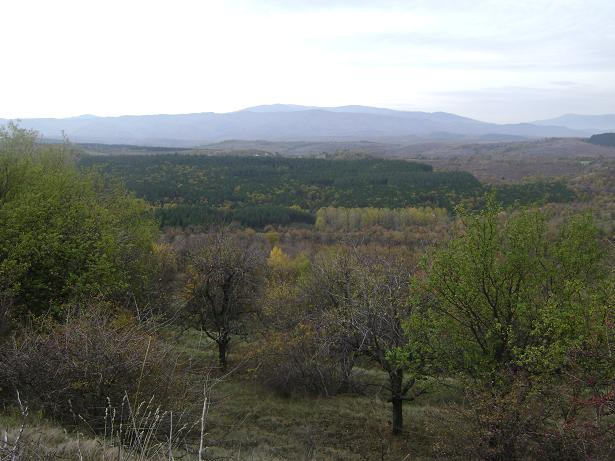

## Политическая ситуация
В местном кметстве Еремия, в состав которого входит Еремия, должность кмета (старосты) исполняет Фанка Стоёва Кирилова (Болгарская социалистическая партия (БСП)) по результатам выборов.
Кмет (мэр) общины Невестино — Димитр Иванов Стаменков (независимый) по результатам выборов.